# Latei

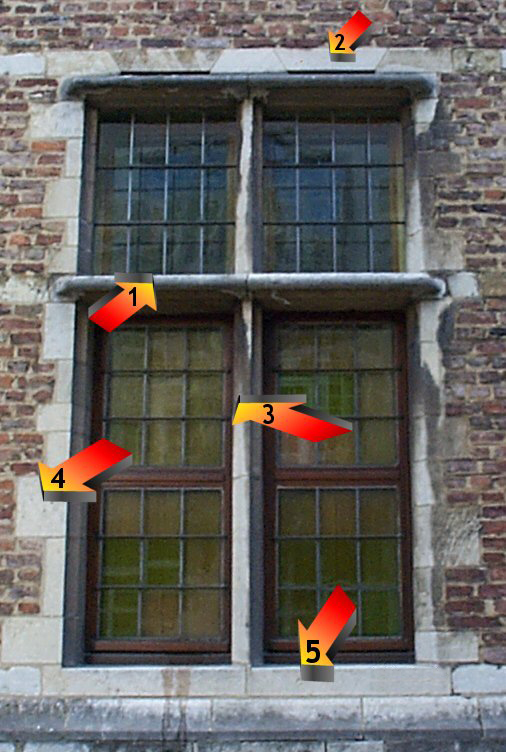
Kruiskozijn met 1) kalf 2) latei 3) montant 4) neggenblok 5) dorpel

Een latei (ook linteel in Vlaanderen) is een draagconstructie die dient om belastingen boven wanddoorbrekingen over te brengen op de gedeelten van de wand naast deze wanddoorbrekingen. Wanddoorbrekingen zijn bijvoorbeeld een raam of deur. 
Een latei kan zichtbaar worden gemaakt in het metselwerk door een band met verticale stenen (rollaag) te metselen boven het kozijn. Een onzichtbare latei wordt gemaakt door de gevelstenen gewoon in hun verband verder te metselen. 
De draagfunctie van de latei wordt door de spouwconstructie in twee delen uitgevoerd. Deze twee lateien maken geen rechtstreeks contact met elkaar, omwille van isolatie.
De latei in het buitenmetselwerk kan een dragend L-lijn of een prefab beton latei zijn. De latei voor het binnenspouwblad is ofwel een gewapend beton ofwel een geprefabriceerde bakstenen bak waar beton wordt ingegoten.
Tussen deze twee lateien moeten er wel de nodige vochtwerende folies worden aangebracht om het binnensijpelende regenwater terug naar buiten te leiden. Boven een latei vinden we daarom vaak open verticale voegen, ook wel open stootvoegen genoemd.
In oudere constructies zonder spouwmuren werden lateibalken zichtbaar ingemetseld in staal of hout. De lateibalken in staal waren vaak twee vastgeboute I-profielen met daartussen een houten balk ter opvulling van de tussenruimte. Op de plaats van de bouten vinden we in de gevel kleine rozetten ter versiering.
Wanneer de belasting en de overspanning niet te groot zijn, kunnen strekken of ontlastingsbogen dienen om de krachten over te brengen.
Een ander woord voor latei is draagsteen of draagbalk.